# Karosa C 954
A Karosa C 954 a Karosa Állami vállalat által 2001 és 2006 között gyártott cseh helyközi autóbusz, mely a Karosa C 934-es modelleket váltotta le Csehországban és Szlovákiában. 2003-tól gyártott modelljeit C 954E jelzéssel látták el. Utódja az Irisbus Crossway.

## Konstrukció
A C 954 a 900-as sorozat modellje (azon belül a 950-es sorozaté). Ez egy kéttengelyes autóbusz félig önhordó vázzal, motorral és kézi sebességváltóval a hátsó részen. Az első tengely merev a hátsó tengely szilárd. A tengelyeket az RI (első) és a Meritor (hátsó) gyártotta. A busz elülső felülete nagyban hasonlít a C 934-eshez, de kissé módosul. Másrészről a hátsó rész is lényegében különbözik, ennek eredményeképpen valamivel hosszabb a C 954-es utastere. Minden ülés 2+2 rendben helyezkedik el a központi folyosó mentén. Az ülések emelt platformon helyezkednek el (nem a padlóhoz vannak rögzítve, mint a C 934-ben) így nagyobb a csomagtér a tengelyek között (6,1 m³). A busz jobb oldalán két pillangószárnyszerű ajtó található. A 930-as sorozathoz képest a C 954 nagyobb tengelytávval is rendelkezik, ezért összességében szélesebb. 2003 őszén ezeket a buszokat kissé módosították és C 954E jelzéssel látták el. A legjelentősebb változás az ragasztott üveg volt. Ezenkívül számos más apróbb módosítást is végeztek.

## Fordítás
- Ez a szócikk részben vagy egészben  a   Karosa C 954 című cseh Wikipédia-szócikk fordításán alapul.  Az eredeti cikk szerkesztőit annak laptörténete sorolja fel. Ez a jelzés csupán a megfogalmazás eredetét és a szerzői jogokat jelzi, nem szolgál a cikkben szereplő információk forrásmegjelöléseként.